# Thailands riksvapen
På Thailands riksvapen är figuren på kungavapnet örnen Garuda, den heliga fågel som guden Vishnu enligt legenden rider på.